# American Oxygen
«American Oxygen» (с англ. — «Американский кислород») — сингл барбадосской певицы Рианны. Вдохновлен синглом 1984 года «Born in the USA» в исполнении Брюса Спрингстина. Написан Алексом Да Кидом, Кэндис Пиллэй, Сэмом Харрисом и Рианной. Продюсерами выступили Алекс Да Кид и Канье Уэст. Сингл стал доступен на Tidal 5 апреля 2015 года и был выпущен для цифровой загрузки через iTunes Store 14 апреля. Имеет патриотическое лирическое содержание, повествующее о «новой Америке» и погоне за Американской мечтой.
Музыкальное видео, премьера которого состоялась исключительно на Tidal 6 апреля 2015-го, сняли Даррен Крейг, Джонатан Крэйвен и Джефф Николас из Uprising Creative. В нем изображены многочисленные моменты из американской истории, в то время как Рианна поет перед большим американским флагом.
Рианна впервые исполнила сингл в финале баскетбольного турнира мужского дивизиона NCAA 2015 в Индианаполисе.
Видеоклип был номинирован на премию MTV Video Music Awards 2015 в категории «Лучшее видео с социальным посланием».

## Работа над песней
«American Oxygen» написали Алекс Да Кид, Сэм Харрис из X Ambassadors, Кэндис Пиллэй и Рианна. Постановкой занимались Алекс Да Кид и американский рэпер Канье Уэст. В 2014 году Алекс Да Кид отправил бит песни Харрису, который начал писать текст. В интервью Billboard Харрис отметил, что он хотел, чтобы припев песни говорил о многом, даже если в нем было много слов.
Когда исполнительницей выбрали Рианну, они вместе начали корректировать песню. Харрис сказал: «У Алекса и Рианны возникла идея превратить ее в песню об иммигранте, который приехал в эту страну в качестве постороннего». Харрис заявил, что вдохновением для написания послужил сингл Брюса Спрингстина «Born in the USA» (1984). По словам Харриса, «Спрингстин понимает, что жить в этой стране — это гордость. Эта страна прекрасна и может стать чем-то действительно невероятным, но есть много проблем, которые мы не осознаем и важно пролить свет на обе эти вещи. И лучше всего сделать это в песне».

## Релиз
«American Oxygen» впервые был показан во время проведения баскетбольного турнира мужского дивизиона NCAA 2015 года. С 5 апреля 201года был доступен на сервисе Tidal, совладельцем которого является Рианна вместе с другими известными музыкантами, такими как Jay-Z, Бейонсе и Мадонна. 14 апреля сингл стал доступен для цифровой загрузки по всему миру через iTunes Store, а в Канаде и США он был выпущен двумя днями позже, 16 апреля. 20 апреля был добавлен на Adult contemporary радио в США. 21 апреля был добавлен на радиостанции Contemporary hit radio.
Дебютировал под номером 91 в чарте Billboard Hot 100. За неделю было продано более 20 000 цифровых копий и проведено более 2,1 миллиона потоковых трансляций

## Композиция
Является сентиментальной балладой продолжительностью пять минут двадцать секунд. По словам Джима Фарбера из Daily News (Нью-Йорк) в сингле звучит «глубоко резонансная постановка» в сопровождении ритмов в стиле EDM. Джессика Гудман из HuffPost описала его как «медленный трек под влиянием дабстепа, призывающий к „новой Америке“». По словам Арианы Бэкл из Entertainment Weekly, «American Oxygen» — это «более медленный и задушевный взгляд на жизнь в Америке». Ди Локетт из New York Magazine сказал: «Это отрезвляющая ода американской мечте».
В лирике интерпретируется история иммигрантов. Фарбер сравнил лирическое содержание песни с синглом Jay-Z и Алиши Киз «Empire State of Mind». По словам Фарбера, сингл «предлагает не ироничное одобрение американской мечты, приветствуя бесконечные возможности и восходящую мобильность». По словам Джейка Фланагина из Quartz, песня автобиографична для Рианны и описывает ее переезд в Соединенные Штаты в конце 2003 года, когда продюсер Эван Роджерс обнаружил ее на Барбадосе. Алекса Титджен из VH1 написала, что «American Oxygen» похож на президентскую речь и «изображает болезненное прошлое, вселяя надежды на будущее». По словам Эрики Рамирес из Billboard текст песни описывает «стремление и стойкость».

## Критика
Ди Локетт из New York Magazine написал: «Но на тот случай, если песня не заменит наш национальный гимн, она также станет идеальной музыкальной темой „Империи“». Алекса Титджен из VH1 отметила, что сингл сильно отличается от предыдущего «Bitch Better Have My Money». Айлбхе Махоун из The Irish Times объявила сингл «Треком недели» и назвала его «эпическим». Она также написала: «Когда Рианна поет фразу „мы — новая Америка“, не говорите, что вы не почувствовали дрожь идущую по спине». Роб Ле Донн из The Guardian написал: «Трудно сказать, что именно пытается сказать Рианна, но, возможно, в этом суть». Более того, он похвалил продюсеров Алекса да Кида и Уэста, а также работу, которую они провели над песней. Однако он считает, что сингл сделан «не для радио», в отличие от совместного сингла Эминема и Рианны «Love the Way You Lie» (2010), который также был спродюсирован Алексом да Кидом, или песен Рианны из ее предыдущего альбома Unapologetic (2012), включая «Diamonds» и «Pour It Up».

## Музыкальное видео

### Разработка и релиз
Видеоклип был снят Дарреном Крейгом, Джонатаном Крэйвеном и Джеффом Николосом из Uprising Creative. Трио ранее сотрудничало с Рианной над видео для ее сингла «What Now» (2013). Натан Шерер выступал в качестве продюсера визуальных эффектов, в то время как Исаак Бауман был кинооператором. Кларк Эдди из Snipomatic был редактором видео, а Бен Пайти был линейный продюсером. Брэндон Мендес работал художником-постановщиком, Мел Оттенберг создавал наряды, а Тревор Дурчи занимался цветом.
Премьера состоялась 6 апреля 2015-го года эксклюзивно на видеосервисе Tidal. 16 апреля клип был загружен на официальный аккаунт Рианны на Vevo и YouTube. Впоследствии Рианна разместила в своем официальном аккаунте в Твиттере следующую запись: «На сегодняшний день это один из самых важных музыкальных клипов, которые я сделала».

### Синопсис
Видео начинается с того, что Рианна стоит на лестнице здания, на стене которого висит большой американский флаг. На стене просматриваются тени людей. Сцена сменяется моментом инаугурации первого в истории США чернокожего президента Барака Обамы. Также показаны сцены поднятия Американского флага, мирных протестов и изображения типичной американской семьи. За ними следуют вставки с изображениями Мартина Лютера Кинга-младшего и рабов. На протяжении всего клипа также представлены другие сцены, такие как иммиграция в США, запуск космического корабля Аполлон-11, «Black Power salute» на Олимпиаде 1968-го года, битломания, протест «Захвати Уолл-стрит», теракты 11 сентября и акции движения «Black Lives Matter».

### Критика
Алекс Унгерман из Entertainment Tonight посчитал, что повторение слова «дышать» — очень серьезный символ и важное сообщение, связанное с убийством Эрика Гарнера. По словам автора Capital FM, видео показывает патриотическую сторону Рианны. Стивен Готтлиб из Videostatic написал, что видео, «немного более политическое, чем вы могли ожидать, поскольку в нем используя смесь новостных материалов, охватывающих весь спектр от трагедии до трансцендентности». Рецензент из Rap-Up предположил, что этой визуализацией Рианна «распространяет ее послание единства». Зои Анастасиу с сайта Style.com написала: «Рианна переходит от моды к активизму». Дэниел Крепс из Rolling Stone описал визуальное оформление следующими словами: «Ощущение квазивременной капсулы, сопоставляющей патриотические образы с архивными кадрами самых примечательных исторических событий Соединенных Штатов». Нолан Фини из Time считает, что некоторые из представленных исторических моментов «мешают воспринимать песню как оду стране возможностей». Джейк Фланагин из Quartz не согласился с критиками, которые считали видео и песню противоречащими друг другу. По его словам, «идея ясна: жизнь американского иммигранта полна противоречий. Отправиться в Соединенные Штаты нелегально или с визой в руках, как сборщик клубники или поп-звезда — это усилие, подпитываемое надеждой. Но новоприбывшие часто сталкиваются с серьезным социальным отпором». Адам Флейшер из MTV News отметил, что «эти клипы охватывают десятилетия, относятся к многочисленным ситуациям и вызывают множество эмоций». Мишель Геслани из Consequence of Sound написала: «Это захватывающее зрелище, которое, кажется, ставит вопрос: как далеко мы готовы зайти, чтобы защитить эту так называемую Землю возможностей?».

## Позиции в чартах

### Еженедельные чарты
| Чарт                                | Высшая позиция |
| ----------------------------------- | -------------- |
| Австрия (Ö3 Austria Top 40)         | 52             |
| Венгрия (Single Top 40)             | 24             |
| Германия (Official German Charts)   | 39             |
| Дания (Tracklisten)                 | 20             |
| Ирландия (Irish Singles Chart)      | 33             |
| Испания (PROMUSICAE)                | 27             |
| Канада (Canadian Hot 100)           | 59             |
| Нидерланды (Single Top 100)         | 43             |
| Норвегия (VG-lista)                 | 25             |
| США (Mainstream Top 40)             | 34             |
| США (Billboard Hot 100)             | 78             |
| Финляндия (Suomen virallinen lista) | 19             |
| Франция ( SNEP )                    | 25             |
| Швейцария (Schweizer Hitparade)     | 30             |
| Швеция (Sverigetopplistan)          | 11             |
| Южная Корея (GAON)                  | 27             |
| Япония (Japan Hot 100)              | 87             |